# جانغ ها-نا
جانغ ها-نا (هانغل: 장하나) هي لاعبة غولف كورية جنوبية، ولدت في 2 مايو 1992 في سول في كوريا الجنوبية.

## وصلات خارجية
- جانغ ها-نا على موقع رابطة لاعبات الغولف المحترفات (الإنجليزية)